# 方丈記
《方丈記》是鴨長明所著的鎌倉時代的文學作品。日本中世文學代表的隨筆，和吉田兼好的《徒然草》、清少納言的《枕草子》合稱日本三大隨筆。

## 概要
鴨長明晩年在洛南的日野山建立方丈（一丈四方）之草庵，所以題名為「方丈記」。現存最古的寫本是大福光寺（京都府京丹波町）所藏的大福光寺本。
以漢字和假名混合的和漢混淆文書寫而成，書中多用詠嘆表現、對句表現、交雜漢文語法、歌語、佛教用語。也被視為隱棲文學之祖、無常觀之文學，亂世中生存的自傳式人生論。書中記述同時代的五大災厄，後半記述自身在草庵的生活。

## 諸本
有廣本和略本，廣本又分古本系和流布本系。略本無長明關於災厄體驗的記述，其他部分也有大差異，也有只用漢字書寫的真字本。

## 關於天災、飢饉的記述
長明在《方丈記》之中，以自身經驗記述安元3年（1177年）京都的火災、治承4年（1180年）在京都發生的龍卷及其直後的福原京遷都、養和年間（1181年～1182年）的飢饉、以及元曆2年（1185年）京都的大地震等天變地異，也可作為史料利用。

### 安元之火災
安元3年4月28日（1177年5月27日）午後8時頃，在京都東南（據說是現在的JR京都車站付近），因舞人的宿屋用火不慎造成火災。火勢瞬間向都之西北擴散，朱雀門、大極殿、大學寮、民部省等都在一夜之內歸於灰燼。公卿的邸宅也有16間、甚至於一般家屋等京都的3分之1燒失。死者數十人（《平家物語》的記述是數百人）。

### 治承之龍卷
治承4年（1180年）4月，在中御門大路和東京極大路的交差點付近（現在的京都市上京區松蔭町、京都市歷史資料館一帶）發生大龍卷（長明的記述是「辻風」）。風瞬間捲入周圍之物，家財道具、檜皮、葺板等、宛如冬天的樹葉在空中飛舞。龍卷在市街地往南南西方向穿過，大概在現在的東本願寺前一帶消滅。 

### 養和之飢饉
養和年間（1181-82年），發生持續2年的飢饉（養和之飢饉），造成許多死者。旱魃、大風、洪水接連發生，造成作物欠收，朝廷嘗試各樣的加持祈禱也無效，諸物價高騰，再加上翌年疫病流行。仁和寺的隆曉法印為哀悼餓死者，在無數死者的額頭寫上「阿」之字結緣，據說計算「阿」之數，養和2年4月—5月，僅在左京就達42,300餘人。

### 元曆之地震
元曆2年7月9日（1185年8月6日），京都發生大地震（文治京都地震）。山崩海傾、土裂岩石掉落谷底。餘震持續3個月。

## 關連項目
- 發心集
- 諸行無常
- 說話集
- 日本文學史
- 日本文學
- 賀茂氏

## 外部連結
- 《方丈記》：旧字旧假名 （页面存档备份，存于）（青空文庫）